# Haus Grenzwacht

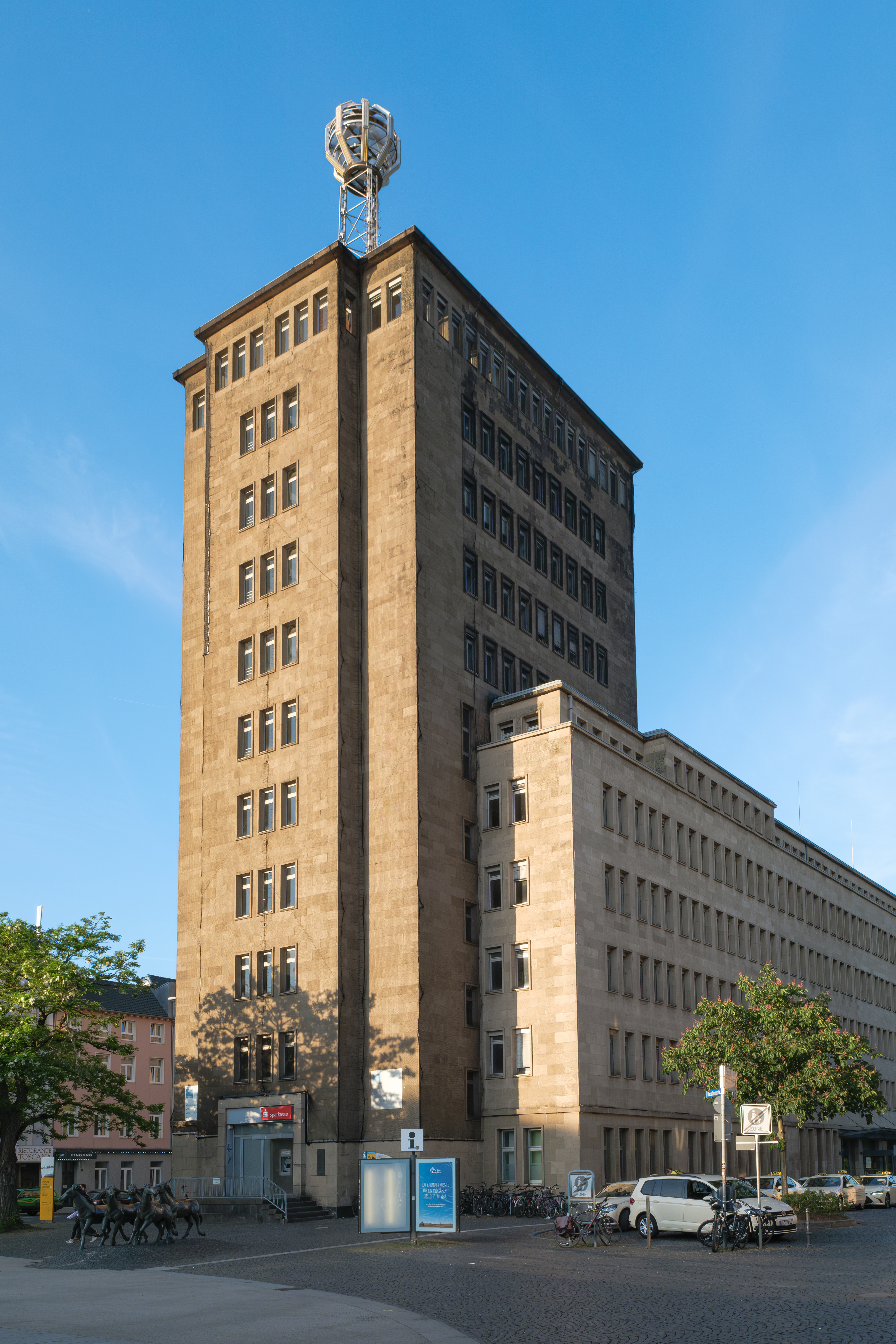
Haus Grenzwacht vom Bahnhofsvorplatz

Das Haus Grenzwacht ist ein denkmalgeschütztes Hochhaus in Aachen, das der Aachener Stadtverwaltung als Verwaltungsgebäude dient. Es entstand aus dem Rohbau des Lochnerhauses, das der Unternehmer Rudolf Lochner ursprünglich an dieser Stelle errichten wollte und das seinerzeit als Deutschlands bekannteste Investitionsruine galt. Auf dem Dach des Gebäudes steht weit sichtbar die Aachener Wettersäule.

## Lage und Umgebung

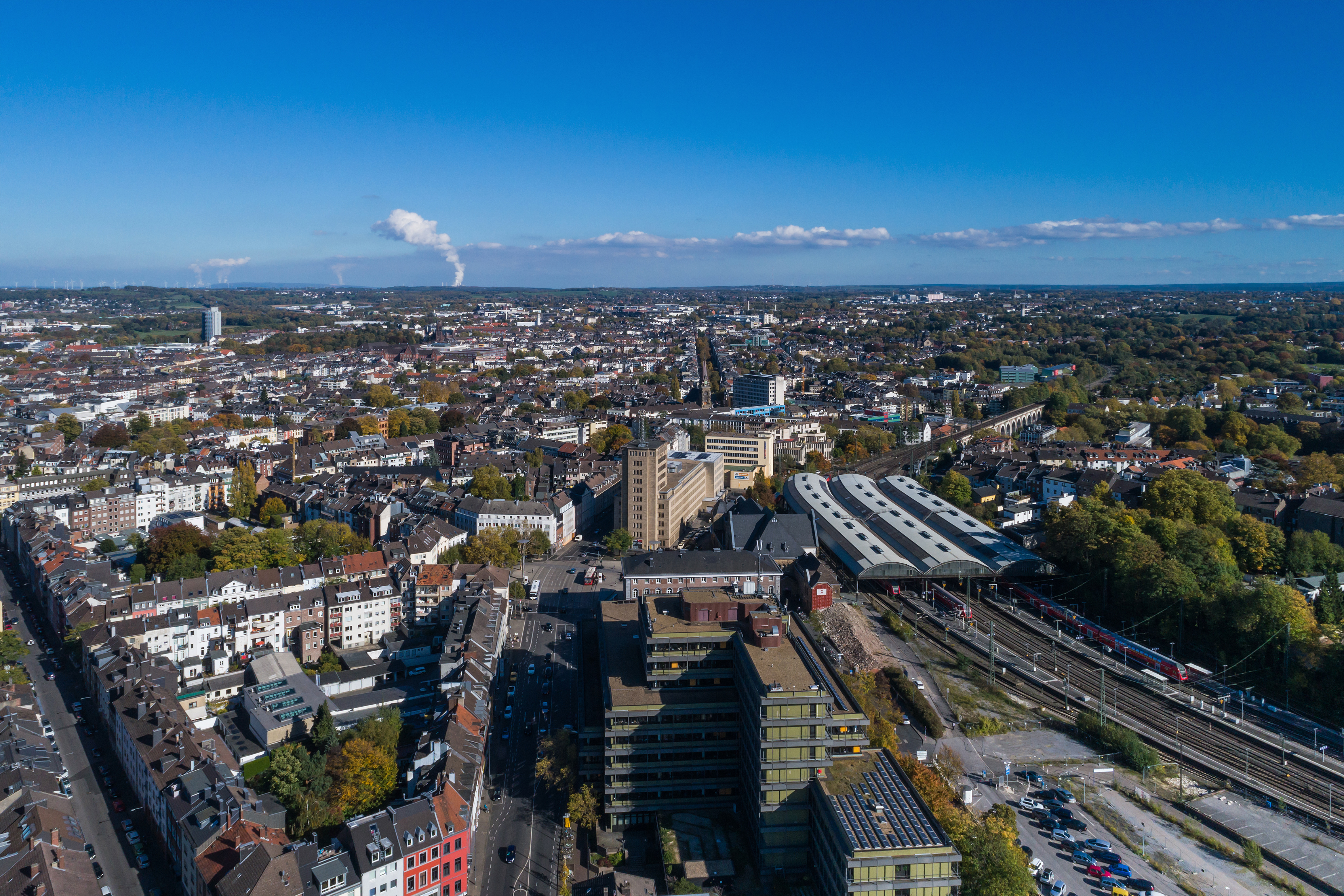
Luftbild von Haus Grenzwacht (in der Bildmitte) und seinem Umfeld

Das Gebäude mit den Adressen Römerstraße 10 und Hackländerstraße 1 befindet sich in der Aachener Innenstadt im Stadtbezirk Aachen-Mittezwischen Hackländerstraße, Vereinsstraße und Römerstraße (Teilstück der Bundesstraße 1 und des Alleeenrings) in unmittelbarer Nachbarschaft zum Hauptbahnhof. Es erstreckt sich in Ost-West-Richtung und grenzt mit seiner Westseite an den Bahnhofsplatz. Auf dem Bahnhofsvorplatz direkt vor Haus Grenzwacht befindet sich auch die Bushaltestelle Aachen Hauptbahnhof, die von zahlreichen Linien des Aachener Verkehrsverbunds und von einer durch die niederländische Arriva betriebenen Linie nach Maastricht angefahren wird.

## Beschreibung
Das Gebäude im Stil der Neuen Sachlichkeit besteht aus einem 40 Meter hohen Turm mit 12 Geschossen auf der Westseite zum Bahnhofsvorplatz, mittig einem siebengeschossigen Langbau von 48 Metern Länge und 20 Metern Höhe und einem ebenfalls 20 Meter hohen Anbau auf der Ostseite zur Vereinsstraße, in dem sich anfangs ein Kinosaal befand. Turm und Langbau sind aus dem 1925 errichteten Rohbau des Lochnerhauses entstanden und als Stahlskelettbau ausgeführt, der Kino-Anbau sowie weitere Anbauten an der Längsseite und das Treppenhaus des Turms an der Kopfseite des Gebäudes als Stahlbetonbau. Die rahmenartige Turmkonstruktion besteht aus vier Stützensträngen auf jeder Seite, von denen jeweils zwei mit Eckblechen und Riegeln über biegesteife Ecken zu Steifrahmen verbunden sind. Die Konstruktion ist 36fach statisch unbestimmt, aber durch Wahl der Unbekannten auf ein 12fach unbestimmtes System zurückgeführt. Als Verbindungstechnik wurden Nieten verwendet, die Stützen wurden am Fuß nicht verankert. Das gesamte Stahlskelett wurde von der Duisburger Aktiengesellschaft für Eisenindustrie und Brückenbau vormals Johann Caspar Harkort errichtet. Haus Grenzwacht ist eines der ersten Hochhäuser Deutschlands, die in Stahlskelettbauweise errichtet wurden.
Die Grundfläche aller drei Gebäudeteile hat eine rechteckige Form, wobei die untere Hälfte des Turmbaus breiter ist und der optische Eindruck entsteht, dass er auf drei Seiten nahezu vollständig vom Langbau umschlossen ist. Insgesamt ergibt sich eine eckige Form des Baukörpers. Die Nettogrundfläche beläuft sich auf 12.123 Quadratmeter. Ursprünglich besaß das Gebäude eine geschlossene und unverputzte Ziegelsteinfassade, später wurde diese durch gelblich-bräunlichen Eifeler Tuffstein ersetzt. Alle Gebäudeteile besitzen ein Flachdach.
Im Turmbau befindet sich einer der letzten noch betriebenen Paternosteraufzüge Deutschlands. Er ist nicht öffentlich zugänglich und darf nur von Mitarbeitern der Stadtverwaltung benutzt werden.

## Entstehungsgeschichte

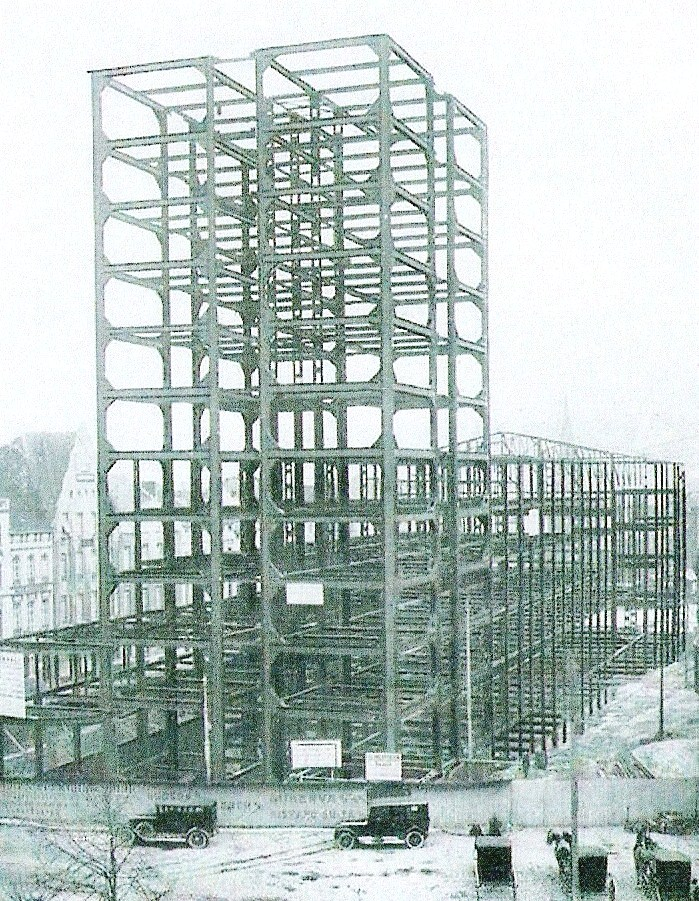
Stahlskeletts des geplanten Lochnerhauses

Die Stadt Aachen plante ab 1923, auf dem Grundstück am Bahnhof ein neues Verwaltungsgebäude zu errichten. Hauptnutzer sollten zunächst die belgischen Besatzungstruppen (Armée belge d’occupation) während der laut Friedensvertrag von Versailles bis einschließlich 1934 befristeten alliierten Rheinlandbesetzung sein. Der Plan der Stadt sah vor, dass der Bau zum Großteil durch die Reichsregierung finanziert würde. Mit dem Entwurf des Gebäudes wurde Theodor Veil, Architekt und Hochschullehrer an der RWTH Aachen, beauftragt, nach dessen Planungen bis zum Frühjahr 1924 der Aushub der Baugrube erfolgte. Im Sommer 1924 wurde bekannt, dass die Reichsregierung sich entgegen den Erwartungen der Stadt doch nicht an der Baufinanzierung beteiligen würde. Die Stadt Aachen suchte daher nach einem privaten Investor und verkaufte das Grundstück schließlich an den Aachener Unternehmer Rudolf Lochner, dessen Lochner’sche Bauunternehmungs AG anschließend auch für die Bauausführung vorgesehen war.
Lochner ließ die Pläne Veils durch den gebürtigen Aachener Emil Fahrenkamp, Professor für Architektur an der Kunstakademie Düsseldorf, überarbeiten. In ihrer Ausgabe vom 21. März 1926 stellte die Berliner Illustrirte Zeitung die Pläne für das Lochnerhaus zusammen mit dem Düsseldorfer Wilhelm-Marx-Haus, dem Kölner Hansahochhaus und dem Siloturm der Bremer Rolandmühle als Sensation vor. Mitte 1925 wurde mit dem eigentlichen Bau des nun als Lochnerhaus bezeichneten Projekts begonnen und schon im Frühjahr 1926 sollte nach der damaligen Planung das Gebäude bezugsfertig sein. Für die Turmkonstruktion kam ein zentraler Schwenkarmkran zum Einsatz, dessen Standort während der Bauzeit des Stahlskeletts dreimal geändert werden musste. Das Stahlskelett wurde noch 1925 zügig fertiggestellt, jedoch kam es erneut zu Finanzierungsproblemen durch unerwartete Kostensteigerungen und alle Bautätigkeiten wurden noch im selben Jahr eingestellt. Ein Grund für die hohen Kosten war der hohe Stahlbedarf aufgrund der auftretenden Biegemomente. Allerdings ging man 1926 immer noch davon aus, man werde die „restliche Montage der Eisenkonstruktion […] nunmehr schnell zu Ende“ führen können.
Seitens der Stadt wurden Anfang 1927 Überlegungen angestellt, einen Teil des Rohbaus zu kaufen und selbst fertigzustellen. Das so entstandene Gebäude sollte für das Arbeitsamt genutzt werden, jedoch fehlten auch für diesen Plan die finanziellen Mittel. Nach knapp zwei Jahren Stillstand, in denen das Lochnerhaus zu Deutschlands bekanntester Investitionsruine wurde, forderte die Baupolizei im August desselben Jahres den Abriss, allerdings wurde im Oktober schließlich mit dem Essener Bauunternehmen Hochtief doch noch ein Investor gefunden und von der Stadt mit der Fortsetzung des Projekts und der Bauausführung beauftragt.
Hochtief erwarb das Grundstück und den Rohbau von Lochner und gab eine erneute Änderung der Pläne bei Jacob Koerfer in Auftrag, der wie sein Vorgänger gebürtiger Aachener war und starke Veränderungen an den Plänen vornahm. Zu den Änderungen gehörte beispielsweise der Anbau mit dem Kinosaal, den Koerfer stets bei seinen Hochhäusern einplante. Außerdem erweiterte Koerfer das Gebäude durch einen Anbau an der nördlichen Längsseite und mit einem Treppenhausvorbau an der Westseite des Turms und erhöhte den Langbau um ein weiteres Geschoss, dessen Fassade gegenüber der übrigen Fassade zurück versetzt ist. Diese Ergänzungen sind in der von Koerfer bei allen seinen Bauten verwendeten Stahlbetonskelettbauweise ausgeführt, wohingegen die aus dem Stahlskelett des Lochnerhauses entstandenen Gebäudeteile den einzigen Stahlskelett-Großbau Koerfers bilden. Maßgeblich für die Entscheidung, die Ergänzungen in Stahlbeton- statt Stahlskelettbauweise auszuführen, waren die geringere Bauzeit und niedrigeren Kosten sowie die höhere Flexibilität während der Ausführung. Die Stahlbetonbauten wurden von der Aachener Baufirma Heinemann & Busse ausgeführt. Damit der Turmbau auch auf der Südseite in der oberen Hälfte gegenüber dem Langbau zurückspringt wie auf der Nordseite durch den Anbau, wurde dessen vorhandene Stahlkonstruktion in diesem Bereich abgeschnitten. Die Querträger, die nun über die vorherige Stützenreihe hinausragten, erhielten eine Stahlbetonummantelung und wurden mit den Geschossdecken zu einer Kragkonstruktion ausgebildet, wodurch gegenüber dem Einsatz neuer Stützen erhebliche Kosteneinsparungen entstanden. Für das zusätzliche Obergeschoss des Langbaus wurden Träger des darunterliegenden Geschosses, welche die Last aufnehmen sollten, mit Stahlbeton verstärkt. Der Treppenhausanbau wurde mit deutlicher zeitlicher Verzögerung genehmigt, sodass der Bau der anderen Gebäudeteile bereits weit fortgeschritten war. Die Stahlbetonbauweise ermöglichte es, den Rohbau des Treppenhauses innerhalb von drei Wochen fertigzustellen. Beim Bau kam ein Torkret-Hängegerüst zum Einsatz, das mit Drahtseilen an den höchsten Punkten des Skeletttragwerks aufgehängt war und dessen Höhenlage von den Arbeitern variiert werden konnte. Im April 1929 wurden die Bauarbeiten an dem nun Haus Grenzwacht genannten Gebäude fortgesetzt und im Februar 1930 abgeschlossen.

## Geschichte des Gebäudes

Turm von Haus Grenzwacht und der Hauptbahnhof in den 1930er Jahren

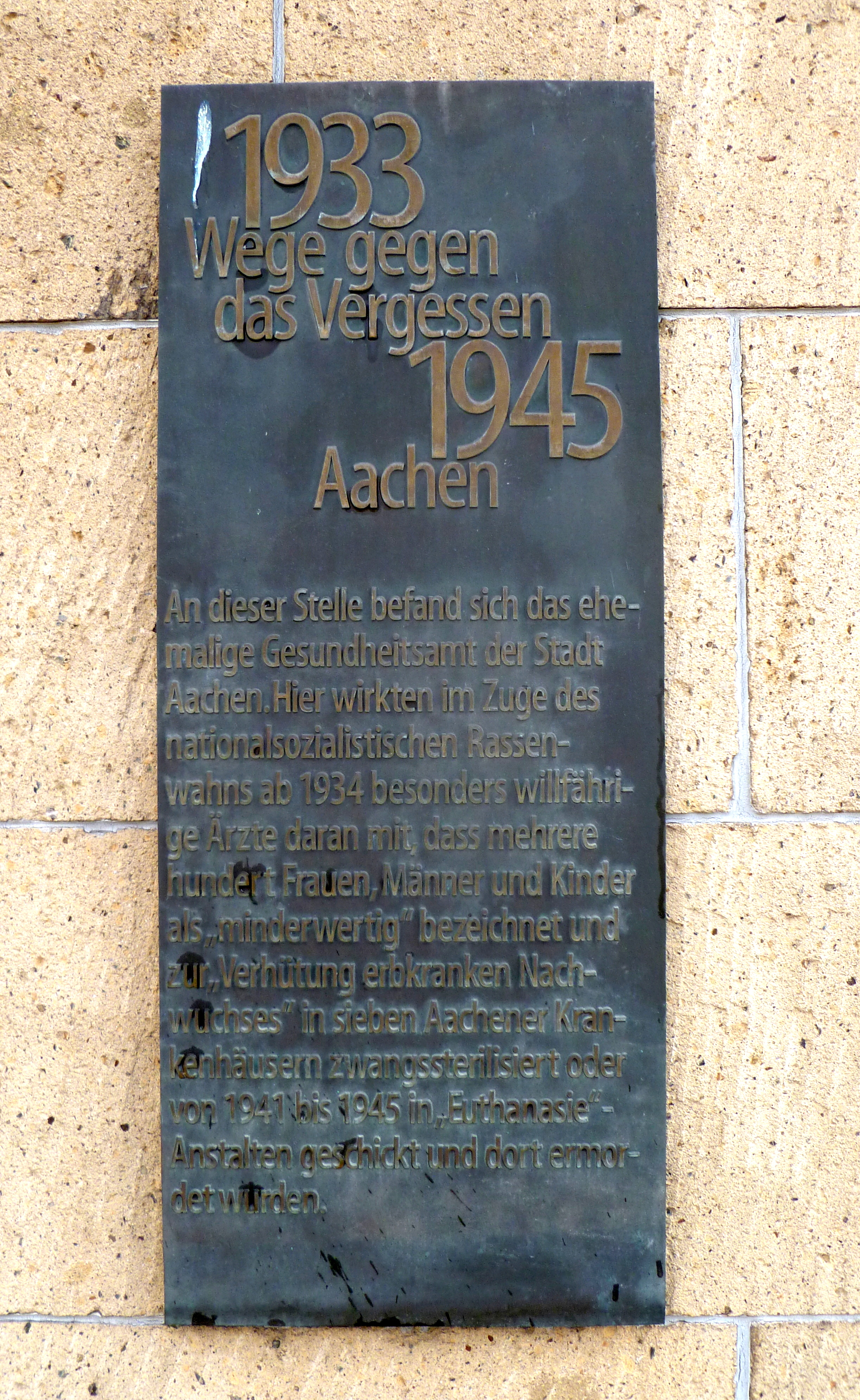
Tafel des Projekts Wege gegen das Vergessen

Nach der Fertigstellung wurden zwei Drittel des Gebäudes durch die Aachener Stadtverwaltung genutzt. Ferner waren ein Restaurant, mehrere Geschäfte, Lagerräume des Weingroßhändlers Nagel & Hoffbaur sowie im rückwärtigen Bereich das damalige Capitol-Kino darin untergebracht. Dieses verfügte über mehr als 1.100 Sitzplätze und eine Kinoorgel von M. Welte & Söhne zur musikalischen Untermalung der gezeigten Stummfilme.
In der Zeit des Nationalsozialismus war auch das Gesundheitsamt der Stadt Aachen im Haus Grenzwacht untergebracht, das u. a. für die Umsetzung des von den Nationalsozialisten erlassenen Gesetzes zur Verhütung erbkranken Nachwuchses verantwortlich war. Dieses sollte die nationalsozialistische Rassenhygiene befördern und sah die Zwangssterilisation von Behinderten vor, die von Amtsärzten beantragt werden konnte. Die Aachener Amtsärzte stellten solche Anträge ab 1934 für mehrere hundert Menschen, die sie als „minderwertig“ einstuften. Von 1941 bis 1945 wurden Behinderte und Kranke aus Aachen unter Mithilfe des Gesundheitsamts deportiert und anschließend etwa im Rahmen der Aktion T4 systematisch ermordet. Oft wurden sie zuvor für grausame Menschenversuche unter Missachtung ethischer Grundsätze missbraucht. Das Projekt Wege gegen das Vergessen erinnert mit einer an der westlichen Turmfassade von Haus Grenzwacht angebrachten Gedenktafel an die Beteiligung der Aachener Amtsärzte an den Verbrechen.
1951 wurde das Gebäude von der Stadt Aachen übernommen. Seit 1958 befindet sich auf dem Dach des Turms die Aachener Wettersäule, welche mit ihren farbigen Leuchtstoffröhren die Wettervorhersage für den folgenden Tag anzeigt. In den 1960er Jahren wurde Haus Grenzwacht auch von der Verwaltungs- und Wirtschaftsakademie Aachen genutzt.
Ab Mitte der 1990er Jahre wurden umfangreiche Sanierungsarbeiten am Gebäude durchgeführt, die erst 2011 abgeschlossen wurden. Von 1995 bis 1997 wurden die Innenräume zunächst in der zweiten Etage saniert, die Innensanierung übrigen Obergeschosse erfolgte von 1999 bis 2007. Insgesamt wurden für die Innensanierung in diesen Jahren 8 Mio. Euro investiert. Bei der Sanierung wurden u. a. die Stahlträger mit Feuerschutzmaterialien ummantelt und der Innenraum großzügiger gestaltet. Weitere Brandschutzmaßnahmen für 234.000 Euro wurden in den beiden Kellergeschossen und im Treppenhaus durchgeführt. In den Jahren 2008 und 2009 wurde schließlich auch das Erdgeschoss saniert. Auch die Fassade wurde zwischen 1994 und 2007 saniert. Dies wurde insbesondere nach dem Erdbeben von Roermond 1992 erforderlich, das schon vorhandene Vorschäden verstärkte. Die Sanierung erfolgte in drei Abschnitten. Im ersten Abschnitt wurden Sanierungsarbeiten an der Fassade zur Hackländerstraße und an der Turmfassade durchgeführt, im zweiten Abschnitt folgte ab 2003 die Fassade zur Römerstraße, wo sich damals der Haupteingang befand. Der Haupteingang wurde von der Römerstraße 10 zur Hackländerstraße 1 verlegt. Auch die Flachdächer wurden in den Jahren 2001 und 2011 saniert. Die Kosten alleine für die Fassadensanierung betrugen 1,5 Millionen Euro, die Gesamtkosten wurden vorab auf 2,145 Millionen Euro geschätzt und wurden von der Stadt gemeinsam mit dem Land Nordrhein-Westfalen getragen.
Haus Grenzwacht wird weiterhin als Verwaltungsgebäude von der Stadt Aachen genutzt und ist öffentlich zugänglich. Im Erdgeschoss befindet sich der Bürgerservice, der unterschiedliche Dienstleistungen für die Aachener Bürger anbietet. Es ist mit der Adresse Römerstraße 10 in der Denkmalliste der Stadt Aachen eingetragen und gilt als ein Wahrzeichen Aachens.